# Unionistas de Salamanca CF
Na de ontbinding van UD Salamanca richtte een groep supporters Unionistas de Salamanca Club de Fútbol op, een fanclub die voornamelijk als doel had om het geheugen van UDS te bewaren. Het budget van de club wordt voor een groot gedeelte verkregen door bijdragen van de fans.  Deze Spaanse voetbal club uit Castilië en León, opgericht in 2013 komt sinds seizoen 2019/20 uit in de Segunda División B. De ploeg speelt zijn thuiswedstrijden in Pistas del Helmántico.
Op 2 september 2014 werd Unionistas ingeschreven in "Primera Provincial de Salamanca", het zesde niveau van het Spaanse voetbal. De ploeg werd onmiddellijk kampioen en dwong zo de promotie af naar de Primera Regional.
Tijdens 2015-2016 werd het eerste seizoen ook een succes en kon de promotie naar de Tercera División afgedwongen worden na winst tegen Onzonilla. 
De ploeg werd onmiddellijk tijdens het seizoen 2016-2017 een van de belangrijke ploegen in de Spaanse vierde divisie.  Het eindigde op de een mooie derde positie van de groep Castilië en León en kwalificeerde zich zo voor de promotie play-offs naar Segunda División B.  Deze werden echter verloren. 
De club kwalificeerde zich op het einde van het seizoen 2017-2018 als kampioen weeral voor de play offs.  Na het verlies tegen een andere kampioen CD Don Benito, werd achtereenvolgens SD Tarazona en UD Socuéllamos verslagen.  De laatste overwinning kwam er dankzij een doelpunt na een strafschop in de 96e minuut. 
Het eerste seizoen in Segunda Divisie B was succesvol, want de ploeg slaagde erin om op de 9e plaats te eindigen, waardoor degradatie werd voorkomen en de ploeg zich kwalificeerde voor de Copa del Rey volgend seizoen. 
Het begin van het seizoen 2019-20 was echter moeilijker. Een lichtpunt was de Copa del Rey.  Na de uitschakelingen van achtereenvolgens reeksgenoot Club Deportivo Atlético Baleares en traditieclub Deportivo La Coruña, op dat ogenblik spelend in Segunda División A, werd topclub Real Madrid uitgeloot.  Op 22 januari 2020 werd met 1-3 verloren na de openingstreffer van Gareth Bale, de gelijkmaker door Álvaro Romero, een owndoelpunt van Unionista Góngorade en het beslissende doelpunt van  Brahim Abdelkader Díaz.

## Overzicht
| Seizoen | Competitie                      | Positie     | Resultaat        | Beker deelname                               |
| ------- | ------------------------------- | ----------- | ---------------- | -------------------------------------------- |
| 2014/15 | Primera Provincial de Salamanca | Kampioen    | Promotie         | Nee                                          |
| 2015/16 | Preferente Leon Groep 2         | Kampioen    | Promotie         | Nee                                          |
| 2016/17 | Tercera División                | 3de plaats  | Play off, behoud | Nee                                          |
| 2017/18 | Tercera División                | Kampioen    | Play off, stijgt | Nee                                          |
| 2018/19 | Segunda División B              | 9de plaats  | Behoud           | 2de Ronde                                    |
| 2019/20 | Segunda División B              | 16de plaats | Behoud           | 1/16de Finale uitgeschakeld door Real Madrid |
| 2020/21 | Segunda División B              | 4de plaats  | Behoud           |                                              |
| 2021/22 | Primera División RFEF           | 7de plaats  | Behoud           | 2de Ronde                                    |
| 2022/23 | Primera Federación              | 7de plaats  | Behoud           |                                              |
| 2023/24 | Primera Federación              | 7de plaats  | Behoud           | 1/8e finale                                  |
| 2024/25 | Primera Federación              | 15de plaats | Behoud           | 2de Ronde                                    |

Grupo 1:
Amorebieta .
Andorra .
Arenteiro ·
Barakaldo . 
FC Barcelona Atlètic ·
Bilbao Athletic .
Celta B ·
Irun ·
Cultural Leonesa ·
Lugo ·
Osasuna B ·
Ourense CF .
Ponferrada ·
Segovia .
Sestao River ·
Real Sociedad B ·
Tarragona ·
Tarazona ·
Salamanca .
Zamora CF

Grupo 2:
Alcorcón .
Alcoyano ·
Algeciras ·
Antequera ·
Atlético Madrid B ·
Atlético Sanluqueño ·
Real Betis B .
Ceuta ·
Fuenlabrada ·
Hércules Alicante .
Ibiza ·
Intercity ·
Marbella ·
Mérida ·
Murcia ·
Real Madrid Castilla ·
Recreativo Huelva ·
FC Sevilla B .
Villarreal B .
Yecla